# Brochet
Pour les articles homonymes, voir Brochet (homonymie).
Taxons concernés
- Dans le genre Esox
- dans la famille des Mormyridae
  - genre Mormyrops
  - genre Brienomyrus
  - genre Hippopotamyrus
  - genre Marcusenius
  - genre Petrocephalus
  - genre Pollimyrus
- Autres espèces
  - Sphyraena barracuda
  - Hepsetus odoe
  - Belonesox belizanus,

Brochet (/bʁɔʃɛ/) est un nom vernaculaire ambigu désignant en français certains poissons prédateurs. Le terme brochet dérive du terme broche, à cause de la forme pointue du museau de ces poissons. Dans le langage populaire ou en cuisine, ce nom désigne généralement le Grand brochet.

## Noms français et noms scientifiques correspondants
Liste alphabétique des noms vulgaires ou des noms vernaculaires attestés en français.

Note : certaines espèces ont plusieurs noms et, les classifications évoluant encore, certains noms scientifiques ont peut-être un autre synonyme valide. 
En gras, les espèces les plus connues des francophones.
- les Brochets, Poissons du genre Esox comme :
  - Brochet d'Amérique - Esox americanus
  - Brochet de l'Amour - Esox reichertii
  - Brochet maillé - Esox niger
  - Grand brochet - Esox lucius
  - etc.

mais aussi d'autres espèces de poissons prédateurs comme :
- le Brochet africain - Hepsetus odoe
- les Brochets de mer - Barracuda
- les Brochets du nil - Mormyridae
- le Vairon-brochet - Belonesox belizanus

## Physiologie, comportement et écologie
Le grand brochet (Esox lucius) est un poisson carnassier fuselé pouvant mesurer jusqu'à 120 cm et peser plus de 20 kg. Il possède une mâchoire proéminente garnie d’environ 700 dents, adaptées pour agripper et déchiqueter ses proies. Sa robe, généralement vert sombre tachetée de bandes plus claires, lui offre un camouflage idéal dans les zones herbeuses.
Ce poisson dispose de plusieurs organes sensoriels très développés, notamment une ligne latérale qui capte les vibrations dans l’eau, ainsi qu’un système olfactif performant. Il est capable de détecter ses proies même dans des eaux troubles ou faiblement éclairées. Sa vue est adaptée à la détection des mouvements plutôt qu’à la reconnaissance des détails.
Le brochet est un prédateur opportuniste, se nourrissant principalement de poissons, mais aussi de grenouilles, d'oiseaux aquatiques, voire de petits mammifères. Il peut adopter différentes stratégies de chasse : embuscade depuis les herbiers, poursuite rapide ou coopération temporaire entre congénères.

## Reproduction et longévité
Le brochet atteint sa maturité sexuelle entre 4 et 7 ans. La reproduction a généralement lieu au printemps, lorsque l’eau atteint une température de 12 à 15 °C. Les femelles peuvent pondre jusqu’à 100 000 œufs, déposés dans des zones peu profondes. Les mâles fécondent les œufs, qui éclosent après deux à trois semaines. Les alevins se nourrissent d’abord de plancton avant de devenir carnassiers.
La durée de vie d’un brochet peut atteindre 15 ans, voire davantage dans des milieux favorables.

## Habitat
Esox lucius est largement répandu dans l’hémisphère nord. Il fréquente des milieux d’eau douce variés : lacs, rivières, étangs ou canaux. Il affectionne les eaux calmes, peu profondes et riches en végétation, propices à l’embuscade. C’est un poisson territorial et généralement solitaire.

## Pêche et réglementation
La pêche du brochet est réglementée en France. En 2025, l’ouverture nationale de la pêche est fixée au 26 avril et la fermeture au 26 janvier 2026.
La taille minimale de capture est généralement fixée à 60 cm, bien qu’elle puisse varier selon les départements. Certaines zones imposent également des quotas de prises. La pêche de nuit est interdite, sauf dérogation préfectorale. Les techniques autorisées incluent la pêche au leurre, au vif et à la mouche. L’usage de filets est généralement prohibé.